# Litteraturåret 2012
Litteraturåret 2012 omfattar den skön- och facklitteratur som publicerades, antingen i originalutgåva eller nyutgåva, de författare som uppmärksammats, samt de litterära händelser som inträffat i form av priser eller dylikt under 2012.
Nobelpriset i litteratur tilldelades den kinesiske författaren Mo Yan, för att han "med hallucinatorisk skärpa förenar saga, historia och samtid". Hilary Mantel tilldelades Bookerpriset för sin roman Bring Up the Bodies. Augustpriset utdelades i den skönlitterära genren till Göran Rosenbergs Ett kort uppehåll på vägen från Auschwitz samt i den facklitterära genren till Ingrid Carlbergs Det står ett rum här och väntar på dig - Berättelsen om Raoul Wallenberg. I barn- och ungdomsboksgenren utdelades priset till Nina Ulmajas A B C å allt om D. Den 7 februari 2012 var det 200 år sedan Charles Dickens föddes, och 14 maj var det 100 år sedan August Strindberg avled. Andra författare som uppmärksammats är Gabriel García Márquez som på grund av demens tvingats sluta med sitt skrivande samt den polska poeten och nobelpristagaren Wisława Szymborska som avled den 1 februari, 88 år gammal.
Första och andra boken av E.L. James erotiska succéserie, Femtio nyanser av honom – den mest snabbsäljande pocketboken någonsin – och Femtio nyanser av mörker släpps på svenska. En nyöversättning av James Joyce Ulysses av Erik Andersson ges ut, 90 år efter originalutgåvan. Dessutom ger Toni Morrison, Mario Vargas Llosa och Nadine Gordimer, alla nobelpristagare, ut nya böcker.
2012 har även Joe Wrights nyfilmatisering av Anna Karenina premiär, liksom även filmatiseringen av Yann Martels storsäljare Berättelsen om Pi. Det tillkännages även att Jack Kerouacs storsäljare På drift kommer att filmatiseras med Francis Ford Coppola som producent, samt att en nyfilmatisering av F. Scott Fitzgeralds Den store Gatsby kommer att ha premiär 2013.

## Årets händelser

### Januari
- Januari – Brittiske författaren Salman Rushdie ställer in sitt deltagande på Jaipur Literature Festival i Indien, och fyra andra författare lämnar Jaipur efter att ha läst utdrag ur Satansverserna, vilka är bannlysta i Indien.[6]
- Till den tjeckoslovakiske juristen och författaren Walter Serners ära och minne bildas i Berlin Walter-Serner-Gesellschaft, ett Walter Serner-sällskap, av professor Andreas Mosbacher.

### Februari
- Februari – En ny översättning av James Joyces roman Ulysses ges ut på svenska, exakt 90 år efter originalutgåvans publicering.[7]
- 7 februari – 200 år sedan Charles Dickens föddes.[5]
- 22 februari – Bokrean började i Sverige.

### April
- 14 april – Sven Lindqvist tar emot Jan Myrdals stora pris – Leninpriset
- 20 april – författaren till Dracula, Bram Stoker, dog för 100 år sedan.

### Maj
- 9 maj – Bokia och Akademibokhandeln meddelar att det tecknat en avsiktsförklaring om att slå ihop sina verksamheter.[8]
- 14 maj – 100 år sedan August Strindberg avled.

### Juni
- 14 juni – Arthur Rimbauds alexandrinska, 25 strofer långa dikt Le Bateau ivre färdigställs som målad väggdikt av den holländske konstnären Jan-Willem Bruins längs en mur på rue Férou i centrala Paris.
- 28 juni – 300 år sedan Jean-Jacques Rousseau föddes.[5]

### Juli
- Juli – Jaime García Márquez berättar för sina elever att hans bror Gabriel García Márquez, drabbats av demens och slutat skriva.[9][10]

### Augusti
- 11 augusti – International Edinburgh Book Festival – världens största bokmässa – inleds.[5]

### September
- 10 september – Boken Femtio nyanser av honom (Fifty Shades of Grey) ges ut på svenska.
- 27–30 september – Bok- och biblioteksmässan i Göteborg.[11]

### Oktober
- 11 oktober – Svenska Akademien tillkännagav att den kinesiske författaren Mo Yan tilldelas Nobelpriset i litteratur.
- 28 oktober – Boken Femtio nyanser av mörker (Fifty Shades Darker) ges ut på svenska.

## Priser och utmärkelser
- Nobelpriset i litteratur – Mo Yan, Kina[12]
- Augustpriset[3]
  - Skönlitterär bok: Göran Rosenberg för Ett kort uppehåll på vägen från Auschwitz
  - Fackbok: Ingrid Carlberg för Det står ett rum här och väntar på dig – Berättelsen om Raoul Wallenberg
  - Barn- och ungdomsbok: Nina Ulmaja för ABC å allt om D
- ABF:s litteratur- & konststipendium – Susanna Alakoski
- Aftonbladets litteraturpris – Johannes Anyuru
- Aniarapriset – Bruno K. Öijer
- Aspenströmpriset – Per Helge
- Astrid Lindgren-priset – Katarina Kieri
- Axel Hirschs pris – Ann Katrin Pihl Atmer och Åke Holmquist
- Barnens romanpris – Katarina von Bredow för Flyga högt
- Bellmanpriset – Lars Norén
- BMF-plaketten – Jonas Gardell för Torka aldrig tårar utan handskar: 1. Kärleken
- BMF-Barnboksplaketten – Johanna Thydell och Charlotte Ramel för Det är en gris på dagis
- Bookerpriset – Hilary Mantel för Bring Up the Bodies[2]
- Borås Tidnings debutantpris – Tomas Bannerhed för romanen Korparna
- De Nios Stora Pris – Arne Johnsson
- De Nios Vinterpris – Anna Hallberg och Björn Runeborg
- De Nios översättarpris – Erik Andersson
- Disapriset – Maja Hagerman
- Doblougska priset – Helena Eriksson och Magnus Dahlström, Sverige samt Ellen Einan och Roy Jacobsen, Norge
- Elsa Thulins översättarpris – Maria Ortman
- Emilpriset – Anna Höglund
- Eyvind Johnsonpriset – Johan Jönson
- Franz Kafka-priset – Daniela Hodrová
- Gerard Bonniers pris – P.C. Jersild
- Gerard Bonniers essäpris – Ulf Linde
- Gerard Bonniers lyrikpris – Jenny Tunedal för Mitt krig, sviter
- Goncourtpriset – Jérôme Ferrari för Le Sermon sur la chute de Rome
- Gun och Olof Engqvists stipendium – Göran Rosenberg
- Göteborgs-Postens litteraturpris – Eva-Marie Liffner
- Göteborgs Stads författarstipendium – Sara Hallström och Per Planhammar
- Harry Martinson-priset – Föreningen Vetenskap och Folkbildning
- Hedenvind-plaketten – Inger Henricson
- Ivar Lo-Johanssons personliga pris – Kerstin Ekman
- Ivar Lo-priset – Maria Hamberg
- Johan Hansson-priset – Ingmar Karlsson för boken Bruden är vacker men har redan en man. Sionismen – en ideologi vid vägs ände?
- John Landquists pris – Fredrik Sjöberg
- Kallebergerstipendiet – Lotta Olsson
- Karl Vennbergs pris – Malte Persson
- Katapultpriset – Naima Chahboun för Okunskapens arkeologi
- Kellgrenpriset – Agneta Pleijel
- Kulla-Gulla-priset – Gunna Grähs
- Kungliga priset – Gösta Ekman
- Lars Ahlin-stipendiet – Marjaneh Bakhtiari
- Letterstedtska priset för översättningar – Anders Bodegård för översättningen av Adam Zagajewskis Antenner i regn
- Litteraturpriset till Astrid Lindgrens minne – Guus Kuijer
- Lotten von Kræmers pris – Ingrid Elam
- Mare Kandre-priset – Mats Kolmisoppi
- Moa-priset – Inger Alfvén
- Mårbackapriset – Anne Marie Bjerg
- Neustadtpriset – Rohinton Mistry, Kanada[13]
- Nordiska rådets litteraturpris – Merethe Lindstrøm, Norge för Dagar i tystnadens historia
- P.O. Enquists pris – Mara Lee
- Petrarca-Preis – serben Miodrag Pavlović och sorben Kito Lorenc
- Samfundet De Nios Särskilda pris – Jonas Ellerström och Maciej Zaremba
- Schückska priset – Marie-Christine Skuncke
- Schullströmska priset för barn- och ungdomslitteratur – Ulf Stark
- Signe Ekblad-Eldhs pris – Carl-Henning Wijkmark
- Stiftelsen Selma Lagerlöfs litteraturpris – Klas Östergren
- Stig Sjödinpriset – Eija Hetekivi Olsson
- Studieförbundet Vuxenskolans författarpris – Katarina Fägerskiöld för Åsen
- Svenska Akademiens nordiska pris – Einar Már Guðmundsson, Island
- Svenska Akademiens tolkningspris – Morteza Saghafian
- Svenska Akademiens översättarpris – Enel Melberg
- Svenska Dagbladets litteraturpris – Johannes Anyuru för En storm kom från paradiset
- Sveriges Radios romanpris – Kristian Lundberg för Och allt skall vara kärlek
- Sveriges Radios novellpris – Arkan Asaad för Gift mot sin vilja
- Sveriges Radios lyrikpris – Lars Norén
- Søren Gyldendal-priset – Carsten Jensen och Naja Marie Aidt
- Tegnérpriset – Malte Persson
- Tidningen Vi:s litteraturpris – Lina Wolff
- Tollanderska priset – Kurt Högnäs
- Tranströmerpriset – Durs Grünbein, Tyskland
- Tucholskypriset – Samar Yazbek, Syrien
- Wahlström & Widstrands litteraturpris – Eva F. Dahlgren
- Österrikiska statens pris för europeisk litteratur – Patrick Modiano
- Övralidspriset – Per I. Gedin

## Årets böcker

### A – G
- Alltings början av Karolina Ramqvist
- Bert får scenskräck av Anders Jacobsson och Sören Olsson[14]
- Bok utan namn av Göran Sonnevi
- Bret Easton Ellis och de andra hundarna av Lina Wolff
- Brev till min dotter av Theodor Kallifatides
- Dag ut och dag in med en dag i Dublin av Erik Andersson
- Dandy av Jan Guillou
- De levandes land av Lars Andersson
- Den där dagen av Kim Kimselius
- Den tjugotredje dikten av Stewe Claeson
- Dramatiska arbeten av Alfhild Agrell
- En storm kom från havet av Johannes Anyuru
- Ett kort uppehåll på vägen från Auschwitz av Göran Rosenberg
- Fallvatten av Mikael Niemi
- Femtio nyanser av honom av E.L. James
- Femtio nyanser av mörker av E.L. James
- Filosofins natt av Lars Norén
- Flodernas bok av Nina Burton
- Friheten förde oss hit av Gunnar Ardelius
- Förrädare av Ola Larsmo

### H – N
- Havsmannen av Carl-Johan Vallgren
- Hela havet stormar av Arne Dahl
- Hus vid världens ände av Åke Edwardson
- Ingenbarnsland av Eija Hetekivi Olsson
- I skydd av skuggorna av Helene Tursten
- I stundens hetta av Viveca Sten
- Imperium av Christian Kracht
- Is av Ulla-Lena Lundberg
- Joseph Anton av Salman Rushdie[5]
- Jul i Stora Skogen av Ulf Stark
- Kaffe med rån av Catharina Ingelman-Sundberg
- Konungarnas tillbedjan av Lotta Lotass
- Kortfattad besvärjelse av taxichaufför av Ulf Eriksson
- Kusinerna Karlsson 2: Vildingar och vombater av Katarina Mazetti
- Lyckliga i alla sina dagar av Nina Björk
- Mayafolkets hemlighet av Kim Kimselius
- Medealand och andra pjäser av Sara Stridsberg
- Mitt grymma öde av Carl-Michael Edenborg
- Mysrys av Kim Kimselius
- NW av Zadie Smith[5] (på svenska 2013)
- När det känns att det håller på att ta slut av Stig Larsson

### O – U
- Och en månad går fortare nu än ett hjärtslag av Bodil Malmsten
- Oktober i Fattigsverige av Susanna Alakoski
- Olavs drömmar av Jon Fosse
- Om man håller sig i solen av Johanna Ekström
- Profeterna vid Evighetsfjorden av Kim Leine
- Sandmannen av Lars Kepler
- Sanningens vägar av Monica Lauritzen
- Sken av Magnus Dahlström
- Skolastiska övningar av Einar Askestad
- Skuggland av Jonas Brun
- Springa med åror av Cilla Naumann
- Staden och lågorna av Jerker Virdborg
- Stallo av Stefan Spjut
- Styckerskan från Lilla Burma av Håkan Nesser
- Sune och tjejhatarligan av Anders Jacobsson och Sören Olsson
- Så gör jag – Konsten att skriva av Bodil Malmsten
- Sång till den storm som ska komma av Peter Fröberg Idling
- The Testament of Mary av Colm Tóibín
- Torka aldrig tårar utan handskar: 1.Kärleken av Jonas Gardell
- Två soldater av Roslund & Hellström
- Ur askan av Shora Esmailian

### V – Ö
- Väldigt sällan fin av Sami Said
- Ypsilon av P.C. Jersild
- Äktenskapsbrott av Åsa Ericsdotter
- Ön av Lotta Lundberg

## Avlidna
- 3 januari – Josef Škvorecký, 87, tjeckisk författare.
- 12 januari – Reginald Hill, 75, brittisk deckarförfattare.
- 21 januari – Vincenzo Consolo, 78, italiensk författare.
- 24 januari – Stig Sæterbakken, 46, norsk författare
- 1 februari – Wisława Szymborska, 88, polsk poet, nobelpristagare 1996.
- 25 februari – Erland Josephson, 88, svensk skådespelare, regissör och författare.
- 7 mars – Hans Kneifel, 75, tysk författare.
- 8 mars – Simin Daneshvar, 90, iransk författare och litteraturvetare.
- 13 mars – Hans Levander, 97, svensk litteraturkritiker, författare och lexikograf.
- 25 mars – Antonio Tabucchi, 68, italiensk författare.
- 27 mars – Adrienne Rich, 82, amerikansk författare.
- 28 mars – John Arden, 81, brittisk dramatiker.
- 29 mars – Jan Broberg, 79, svensk kritiker, författare och litteraturhistoriker.
- 4 april – Anne Karin Elstad, 74, norsk författare.
- 28 april – Pierre Magnan, 89, fransk deckarförfattare.
- 8 maj – Maurice Sendak, 83, amerikansk barn- och ungdomsboksförfattare.
- 9 maj – Thomas von Vegesack, 83, svensk litteraturvetare.
- 15 maj – Carlos Fuentes, 83, mexikansk författare.
- 17 maj – Yngve Ryd, 60, svensk författare.
- 5 juni – Ray Bradbury, 91, amerikansk författare.
- 5 juni – Barry Unsworth, 81, brittisk författare.
- 11 juni – Héctor Bianciotti, 82, argentinsk-fransk författare.
- 14 juni – Gitta Sereny, 91, österrikisk journalist och författare.
- 21 juli – Ali Podrimja, 69, kosovoalbansk poet.
- 23 juli – Lars Ardelius, 85, svensk författare.
- 23 juli – Margaret Mahy, 76, nyzeeländsk barnboksförfattare.
- 30 juli – Maeve Binchy, 72, irländsk författare.
- 31 juli – Mollie Hunter, 90, skotsk barnboksförfattare.
- 31 juli – Gore Vidal, 86, amerikansk författare.
- 3 augusti – Olle Mattson, 89, svensk författare.
- 7 augusti – Lars Lundkvist, 84, svensk poet.
- 15 augusti – Harry Harrison, 87, amerikansk sciencefictionförfattare.
- 29 oktober – Cordelia Edvardson, 83, svensk journalist och författare.
- 28 november – Knut Ahnlund, 89, svensk författare, litteraturvetare, kritiker och översättare.

### Fotnoter
1. ↑  ”Pristagarna”. Nobelpriset i litteratur. Svenska Akademien. Arkiverad från originalet den 8 november 2011. https://web.archive.org/web/20111108144939/http://www.svenskaakademien.se/nobelpriset_i_litteratur/pristagarna. Läst 25 augusti 2013.
2. 1 2  ”The Man Booker Prize 2012”. Man Booker Prize. Man Booker Prize. http://www.themanbookerprize.com/node/42. Läst 25 augusti 2013.
3. 1 2  ”2012 års Augustpristagare utsedda”. Nyheter. Augustpriset. Arkiverad från originalet den 27 augusti 2013. https://web.archive.org/web/20130827004410/http://www.augustpriset.se/nyheter/2012-ars-augustpristagare-utsedda. Läst 25 augusti 2013.
4. ↑  Gad, Magda (22 september 2012). ”Sexspäckad boksuccé har kommit till Sverige”. Expressen. http://www.expressen.se/halsa/sexspackad-boksucce-har-kommit-till-sverige/. Läst 25 augusti 2013.
5. 1 2 3 4 5 6 7  ”Literary events 2012”. The Guardian. 6 januari 2013. http://www.theguardian.com/books/2012/jan/06/literary-events-2012. Läst 25 augusti 2013.
6. ↑  ”Salman Rushdie may not attend literature festival in India following widespread protests - Wikinews, the free news source”. En.wikinews.org. 18 januari 2012. http://en.wikinews.org/wiki/Salman_Rushdie_may_not_attend_literature_festival_in_India_following_widespread_protests. Läst 1 februari 2012.
7. ↑  Olofsson, Tommy (3 februari 2012). ”Uppfriskande nyöversättning av Ulysses”. SvD. http://www.svd.se/kultur/understrecket/uppfriskande-nyoversattning-av-ulysses_6820107.svd. Läst 25 augusti 2013.
8. ↑  Mynewsdesk - Pressmeddelande: Akademibokhandeln och Bokia i avsiktsförklaring om samgående
9. ↑  Urquhart, Conal (7 juli 2012). ”Gabriel García Márquez's writing career ended by dementia”. The Guardian (UK: Guardian Media Group). http://www.guardian.co.uk/books/2012/jul/07/gabriel-garcia-marquez-career-dementia. Läst 7 juli 2012.
10. ↑  ”Garcia Marquez 'suffering from dementia', says brother”. BBC News (UK: BBC). 7 juli 2012. http://www.bbc.co.uk/news/world-latin-america-18749389. Läst 7 juli 2012.
11. ↑  Bok- och biblioteksmässan - Kommande mässor. Arkiverad 12 oktober 2011 hämtat från the Wayback Machine.
12. ↑  ”All Nobel Prizes in Literature” (på engelska). Nobelpriset. https://www.nobelprize.org/prizes/lists/all-nobel-prizes-in-literature/. Läst 13 oktober 2012.
13. ↑  Critically Acclaimed Indian-Canadian writer Rohinton Mistry wins 2012 Neustadt International Prize for Literature Arkiverad 21 december 2011 hämtat från the Wayback Machine.. World Literature Today.
14. ↑  Litteraturåret 2012 i Libris